# Jacques Vivier
Jacques Vivier   (Senta Crotz de Maruelh, 9 d'octubre de 1930 - Rabairac, 27 de setembre de 2021) fou un ciclista francès que fou professional entre 1952 i 1957. Durant aquests anys aconseguí nou victòries, dues de les quals al Tour de França.

## Palmarès
- 1951
  - 1r a la Ruta de França i vencedor d'una etapa
  - 1r del Circuit de Cantal
- 1952
  - Vencedor d'una etapa al Tour de França
- 1953
  - 1r del Premi de Fursac
  - 1r del Premi de Châteauneuf-sur-Charente
  - 1r del Premi dels Quatre-Chemins
  - Vencedor d'una etapa a Cap Breton
- 1954
  - Vencedor d'una etapa al Tour de França
  - 1r del Premi de Felletin
- 1955
  - 1r del Premi de Lubersac

### Resultats al Tour de França
- 1952. 49è de la classificació general i vencedor d'una etapa
- 1953. Abandona (13a etapa)
- 1954. 40è de la classificació general i vencedor d'una etapa
- 1955. Abandona (5a etapa)
- 1956. Abandona (3a etapa)